# Будучност (баскетбольний клуб)
Будучност (баскетбольний клуб) (чорн. Budućnost / Будућност) — баскетбольний клуб з міста Подгориця, Чорногорія.

## Історія
Клуб був утворений 1949 року, до розпаду Югославії. Команда з  Подгориці не могла похвалитися результатами, постійно займаючи місця між Вищою та Першою лігами. Після розпаду СФРЮ «Будучность» стала одним із грандів Чемпіонату Сербії і Чорногорії, тричі взявши чемпіонський титул. 2006 року Чорногорія відокремилася від  Сербії, після чого стартував окремий чемпіонат Чорногорії, в якому і виступає «Будучность».

## Титули
- Чемпіон Чорногорії: 2007, 2008, 2009, 2010, 2011, 2012, 2013, 2014, 2015, 2016, 2017
- Чемпіон Сербії і Чорногорії: 1999, 2000, 2001
- Кубок Сербії і Чорногорії: 1996, 1998, 2001
- Кубок Чорногорії: 2007, 2008, 2009, 2010, 2011, 2012, 2014, 2015, 2016, 2017, 2018
- Ліга ABA Чемпіон Адріатичної Ліги: 2018

## Відомі гравці
- Ігор Ракочевич — (2000—2002)
- Дії Томашевич — (1999—2001)
- Душко Обрадович — (1980—1987)
- Владо Степанович — (1993—2000)
- Александр Павлович — (2000—2003)
- Іван Паунич — (2014—2015)
- Алекс Марич — (2015—2016)